# 第4回シンガポール国際映画祭
第4回シンガポール国際映画祭は、1991年にシンガポールで開催された。

## 受賞結果
- Best Asian Feature Film Category
  - 最優秀賞（Best Film Award）：Black Republic（パク・クァンス）
  - 審査員特別賞（Special Jury Award）：西部来的人 The Man from Island West（黃明川 Huang Mingchuan）
- Best Singapore Short Film Category
  - 最優秀賞（Best Film Award）：August（エリック・クー）
  - 審査員特別賞（Special Jury Award）：The Cage（K. Subramaniam）